# Denis Papin
Denis Papin (Chitenay, 22 agosto 1647 – Londra, 26 agosto 1713) è stato un matematico, fisico e inventore francese, conosciuto soprattutto per le sue sperimentazioni sulla macchina a vapore.

## Biografia
Fece studi in medicina ad Angers. All'inizio lavora con Christian Huygens, a Leida, dove tenta di mettere a punto una pompa ad aria. Nel 1679 inventa la pentola a pressione, depositando all'epoca il brevetto con la scritta «Il qui presente "digestore" rende digeribili molte quantità di cibi, tra cui le carni più dure». In seguito lavora per qualche tempo con Robert Boyle, per ritornare poi con Huygens nel 1680. 
Dopo un soggiorno a Venezia come direttore delle pratiche all'Accademia Ambrosio Sarotti, e quindi alla Royal Society di Londra, fu nominato professore di matematica a Marburg.
A questo punto, partendo dall'esperienza della pentola a pressione, Papin costruisce la sua prima macchina a vapore, un battello a vapore, nel 1707. Ma questa invenzione comporta le rimostranze da parte dei battellieri, che minacciano di distruggere il battello.
In seguito Papin ritorna definitivamente in Inghilterra, dove, malgrado le nuove ricerche, le sue risorse finanziarie vanno a diminuire. Papin muore nel 1713 a Londra, là dove ha lavorato con Robert Boyle e dove ha costruito il suo battello a vapore.

## Scoperte

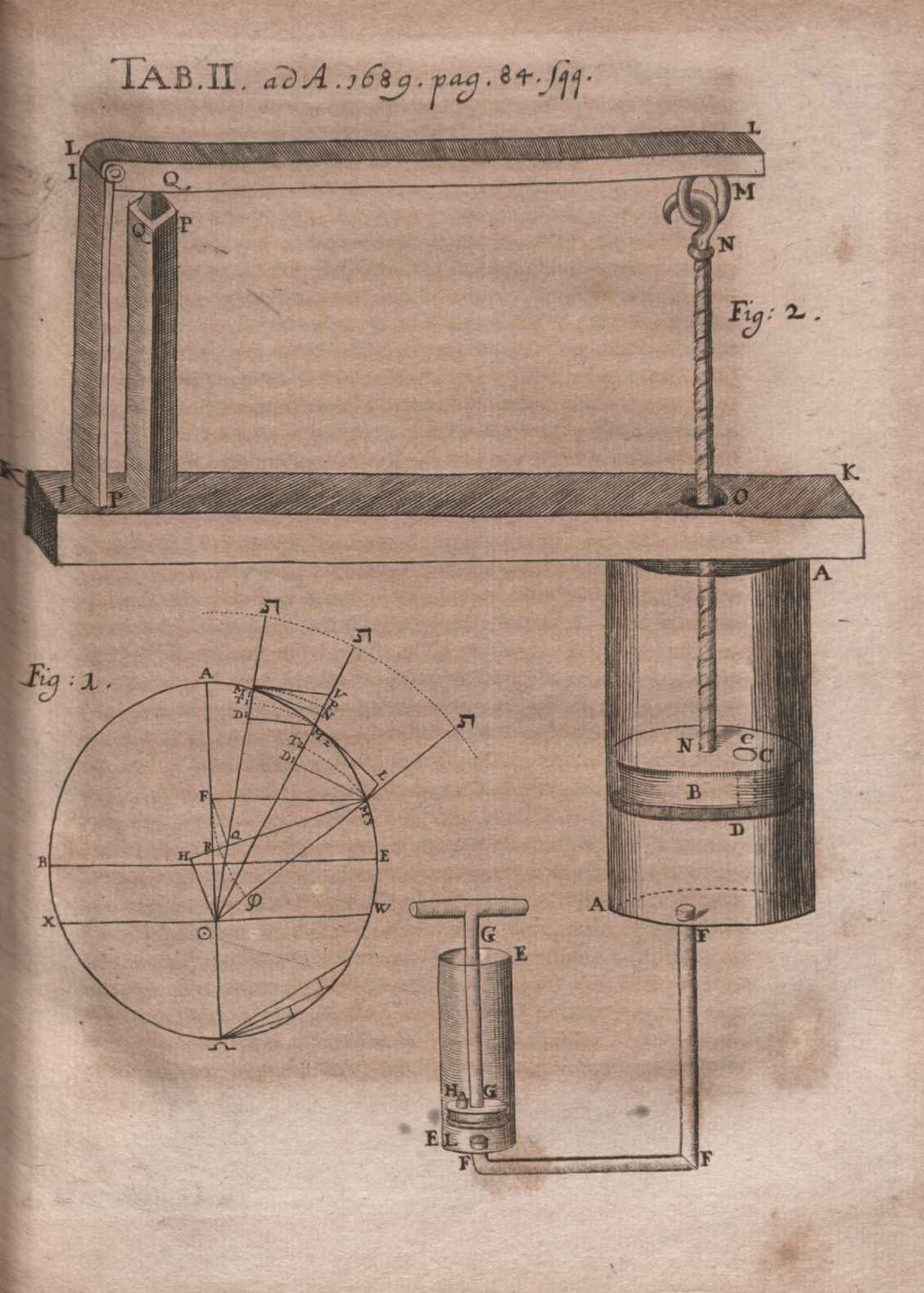
Fig. 2. Illustrazione all'articolo Dionysii Papini descriptio torcularis ... pubblicato sugli Acta Eruditorum del 1689

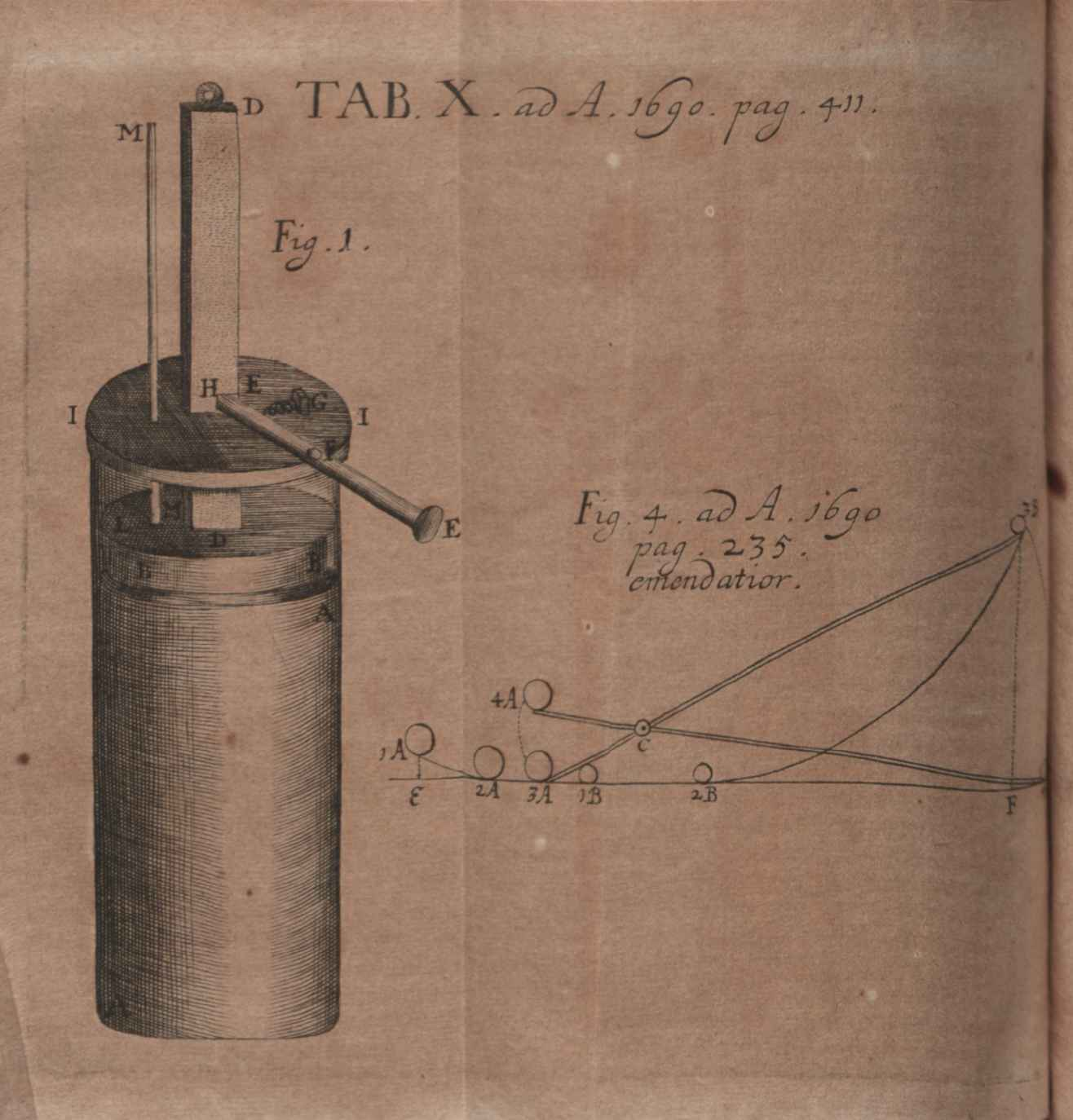
Illustrazione all'articolo Dion. Papini nova methodus ad vires motrices ... pubblicato sugli Acta Eruditorum del 1690

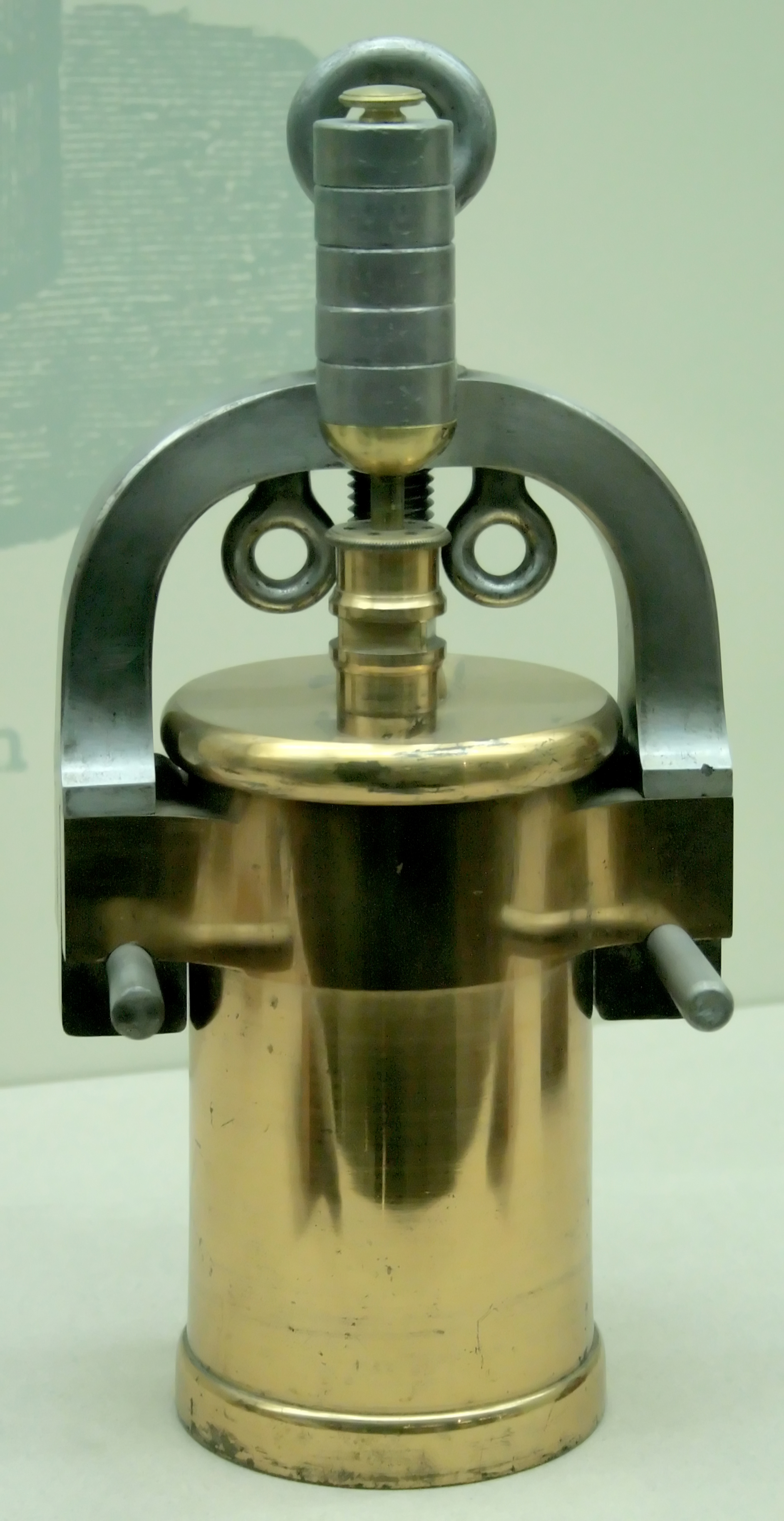
Pistone di Papin

Il principale interesse di Papin fu la fisica. Nel 1687, egli fornisce una prima teoria di una macchina funzionante per mezzo del moto alternato di un pistone. Questa macchina era sul modello delle macchine atmosferiche di quei tempi.
Il funzionamento era il seguente: si mette nel fondo di un cilindro verticale, nel quale si muove un pistone, dell'acqua portata ad ebollizione, sviluppando vapore e quindi esercitando una certa pressione, sollevando nello stesso momento il pistone. Si lascia che il vapore si condensi cosicché il pistone ridiscenda sollevando dei pesi tramite una o più pulegge. Ciò permette una migliore ripartizione della forza applicata per mezzo dei pesi.

## Opere
- Nouvelle manière pour lever l'eau par la force du feu ... par m. D. Papin, A Cassel, pour Jacob Estienne libraire de la cour : par Jean Gaspard Voguel imprimeur, 1707.

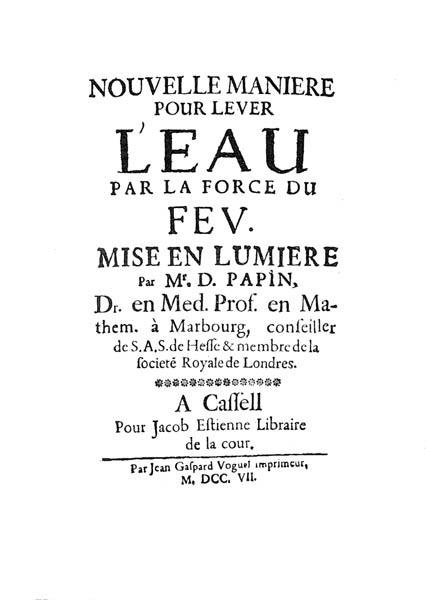
Nouvelle manière pour lever l'eau par la force du feu, 1707